# Oelverhof
Oelverhof ist ein Weiler der Ortsgemeinde Preischeid im Eifelkreis Bitburg-Prüm in Rheinland-Pfalz.

## Geographische Lage
Oelverhof liegt rund 900 m südlich des Hauptortes Preischeid auf einer Hochebene. Der Weiler ist von einigen landwirtschaftlichen Nutzflächen sowie umfangreichem Waldbestand umgeben. Oelverhof liegt nah an der Staatsgrenze zu Luxemburg. Der nächstgelegene Grenzübergang befindet sich im Preischeider Wohnplatz Dörnauelsmühle.

## Geschichte
Zur genauen Entstehungsgeschichte des Weilers liegen keine Angaben vor. Naheliegend ist jedoch eine Entstehung in der spätmittelalterlichen Rodungsphase. Der Hauptort Preischeid entstand zu dieser Zeit. Auch ein Flurküchenhaus im Weiler verweist auf eine frühe Existenz von Oelverhof.

## Kultur und Sehenswürdigkeiten

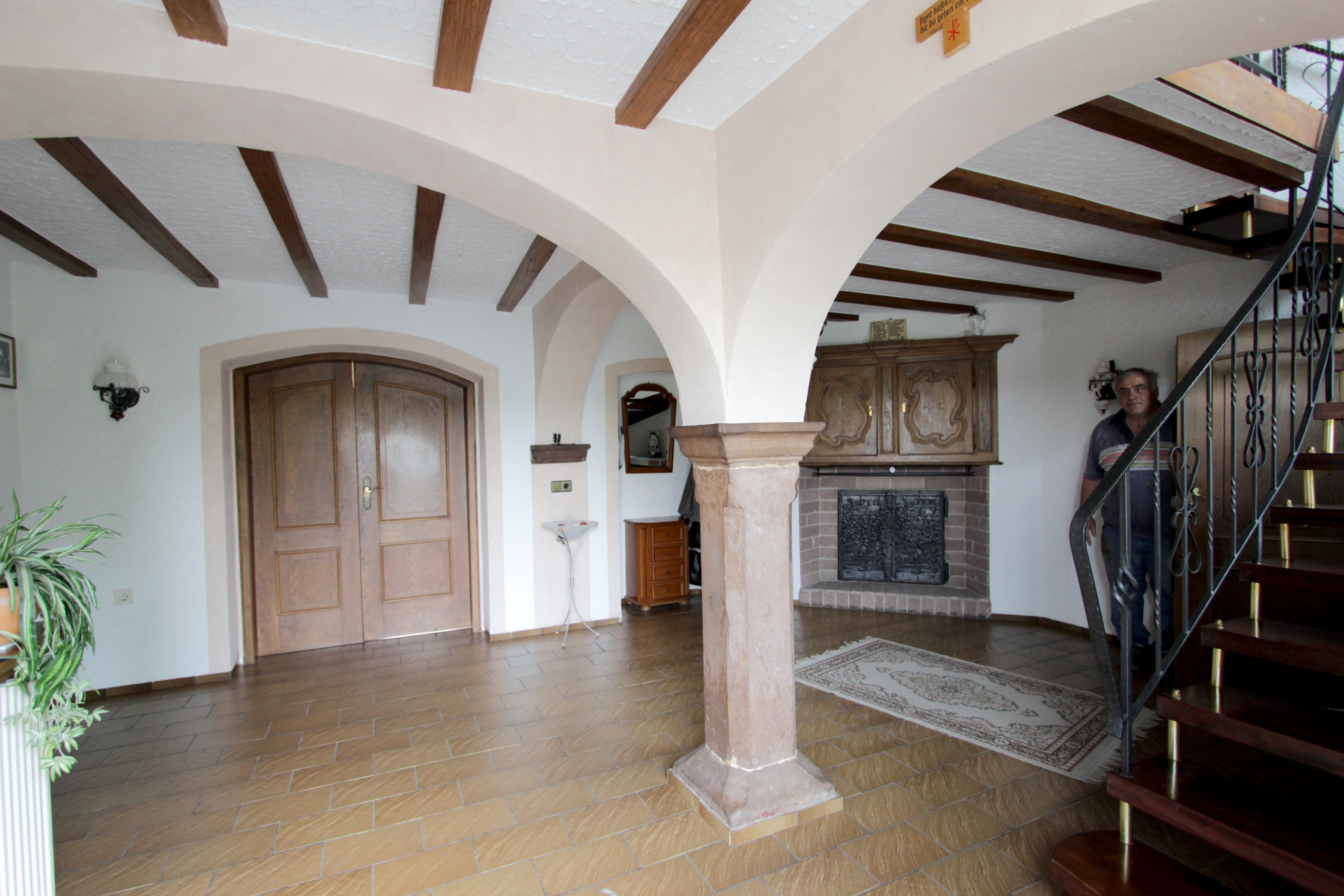
Flurküchenhaus, 2018

### Flurküchenhaus
In Oelverhof befindet sich ein Flurküchenhaus aus dem 17. Jahrhundert. Dieses ist heute als Kulturdenkmal ausgewiesen und befindet sich in einem sehr guten Zustand.
Siehe auch: Liste der Kulturdenkmäler in Preischeid

### Bunkeranlagen
Auf der Gemarkung von Preischeid und Oelverhof befinden sich zahlreiche Bunkeranlagen, die Teil des Westwalls waren. Unmittelbar bei Oelverhof befinden sich zwei Bunker ohne Kampfraum sowie ein Sanitätsstand.

### Naherholung
Durch Oelverhof verläuft der Wanderweg „Runde von Preischeid“ mit einer Länge von rund 7,2 km. Es handelt sich um einen Rundwanderweg von Oelverhof bis zur Machtemesmühle (Wohnplatz von Preischeid) und zurück. Highlights am Weg sind die Waldgebiete sowie die Bäche Mühlbach und Irsen. In Machtemesmühle befindet sich zudem ein Campingplatz.

## Verkehr
Es existiert eine regelmäßige Busverbindung.
Oelverhof ist größtenteils durch eine Gemeindestraße erschlossen. Durch den östlichen Teil verläuft die Landesstraße 1 von Preischeid in Richtung Sevenig bei Neuerburg. Westlich des Weilers verläuft die Kreisstraße 48 von Preischeid in Richtung Affler.